# استجابة مسيطرة
في علم النفس الاجتماعي، الاستجابة المسيطرة عبارة عن «رد الفعل الناجم بشكل سريع وسهل للغاية بسبب محفز». وتؤدي زيادة الإثارة «إلى تحسين ميل الشخص إلى القيام بالاستجابة المسيطرة». وهذا يعني أنه «أيًا كان ما تميل إليه، سوف تميل بشكل أقوى إلى القيام به أثناء تواجد الآخرين». وفي المهام السهلة، تكون الاستجابة المسيطرة غالبًا صحيحة أو ناجحة، في حين أنه في المهام الأكثر صعوبة (المعقدة أو غير الشائعة)، غالبًا لا تنجح الاستجابة المسيطرة أو لا تكون صحيحة. على سبيل المثال، في المتاهات البسيطة، عندما يكون المسار الوحيد هو الخط المستقيم، تكون الاستجابة المسيطرة (والصحيحة) هي الجري في خط مستقيم. ومع ذلك، في المتاهة الأكثر تعقيدًا بشكل متعامد عندما تكون نقطة البداية ونقطة الهدف متجاورتين، فإن الجري بشكل مستقيم (الاستجابة المسيطرة) لا تكون الاستجابة الصحيحة.